# .lk
.lk è il dominio di primo livello nazionale assegnato allo Sri Lanka.
Nel 2010 ICANN ha approvato i domini internazionalizzati .ලංකා (xn--fzc2c9e2c) e .இலங்கை (xn--xkc2al3hye2a) rispettivamente per la lingua singalese e per la lingua tamil.